# Клейборн (приход)
Кле́йборн (англ. Claiborne Parish, фр. Paroisse de Claiborne) — приход штата Луизиана, США. Официально образован в 1828 году. По состоянию на 2010 год, численность населения составляла 17 195 человек.

## География
По данным Бюро переписи США, общая площадь прихода равняется 1 986,532 км2, из которых 1 955,452 км2 — суша, и 0,000 км2, или 1,600 %, — это водоёмы.

## Население
По данным переписи населения 2000 года на территории прихода проживает 16 851 житель в составе 6 270 домашних хозяйств и 4 338 семей. Плотность населения составляет 9,00 человек на км2. На территории прихода насчитывается 7 815 жилых строений, при плотности застройки около 4,00-х строений на км2. Расовый состав населения: белые — 51,80 %, афроамериканцы — 47,37 %, коренные американцы (индейцы) — 0,14 %, азиаты — 0,10 %, гавайцы — 0,03 %, представители других рас — 0,08 %, представители двух или более рас — 0,48 %. Испаноязычные составляли 0,76 % населения независимо от расы.
В составе 29,70 % из общего числа домашних хозяйств проживают дети в возрасте до 18 лет, 47,10 % домашних хозяйств представляют собой супружеские пары, проживающие вместе, 17,60 % домашних хозяйств представляют собой одиноких женщин без супруга, 30,80 % домашних хозяйств не имеют отношения к семьям, 28,50 % домашних хозяйств состоят из одного человека, 14,80 % домашних хозяйств состоят из престарелых (65 лет и старше), проживающих в одиночестве. Средний размер домашнего хозяйства составляет 2,50 человека, и средний размер семьи 3,07 человека.
Возрастной состав прихода: 25,60 % моложе 18 лет, 8,00 % от 18 до 24, 26,90 % от 25 до 44, 22,30 % от 45 до 64 и 22,30 % от 65 и старше. Средний возраст жителя прихода 38 лет. На каждые 100 женщин приходится 99,80 мужчин. На каждые 100 женщин старше 18 лет приходится 98,40 мужчин.
Средний доход на домохозяйство прихода составлял 25 344 USD, на семью — 32 225 USD. Среднестатистический заработок мужчины был 29 161 USD против 20 102 USD для женщины. Доход на душу населения составлял 13 825 USD. Около 21,40 % семей и 26,50 % общего населения находились ниже черты бедности, в том числе — 36,30 % молодёжи (тех, кому ещё не исполнилось 18 лет) и 23,20 % тех, кому было уже больше 65 лет.